# Флорес Сантос, Хенаро
Хенаро Флорес Сантос (исп. Jenaro/Genaro Flores Santos; 19 сентября 1942, Антипампа, муниципалитет Кольяна, провинция Арома, департамент Ла-Пас — 25 августа 2019) — боливийский профсоюзный лидер и политический деятель.
Хенаро Флорес был основателем Единой профсоюзной конфедерации сельских трудящихся Боливии (Confederación Sindical Única de Trabajadores Campesinos de Bolivia, CSUTCB). Он также сыграл видную роль в формулировании катаризма (Katarismo, отсылающего к традиции антиколониального сопротивления Тупака Катари и ратующего за освобождение народа аймара — от двойного, классового и национального, угнетения) как отдельного течения в социальной и политической борьбе в Боливии.

## Биография
Флорес Сантос прошел военную службу в полку Вальдо Балливиана в 1965 году. Во время своей военной службы он стал свидетелем подавления народных милиций (созданных после революции 1952 года), что повлияло на становление его политических взглядов. Обучаясь на юридическом факультете Университета Сан-Андрес, он вместе с другими студентами из своей родной провинции основал Университетское движение имени Хулиана Апаса (MUJA). С 1968 года Хенаро Флорес стал лидером базирующегося в Ла-Пасе ядра крестьянских активистов из числа аймара, бросавших вызов Военно-крестьянскому пакту.
В январе 1969 года Флорес Сантос стал местным главой профсоюза в Антипампе, а два месяца спустя он стал главой профсоюза провинции Арома. В июне 1969 года он стал исполнительным секретарем Федерации сельскохозяйственных трудящихся Ла-Паса (FDTCLP). После его прихода к руководству FDTCLP к названию организации были добавлены слова «Túpaj Katari».
В 1970 году Флорес Сантос принял участие в аграрной борьбе в департаменте Ла-Пас с захватом крестьянами помещичьих земель. Позднее в том же году эти шаги были легализованы посредством аграрной реформы. В августе 1971 года на шестом съезде (организованном правительством) Флорес Сантос был избран исполнительным секретарем Национальной конфедерации сельских трудящихся Боливии (Confederación Nacional de Trabajadores Campesinos de Bolivia, CNTCB).
Однако уже в 1971 году Флорес Сантос был отправлен в ссылку в Чили. Он вернулся в следующем году, чтобы организовать подпольное сопротивление военному режиму.
В 1978 году он был одним из основателей индихенистского Революционного движения имени Тупака Катари (MRTK).
26 июня 1979 года была основана CSTUCB, исполнительным секретарём которой стал Флорес Сантос. В ноябре 1979 года он возглавил борьбу против нового правого военного переворота, организовав блокаду автомобильных дорог по всей стране. Во время ультраправой военной диктатуры Гарсиа Месы он был подпольным исполнительным секретарем Боливийского рабочего центра (COB). Гарсиамесистский переворот застал руководство этого главного профобъединения страны врасплох, и только Флорес Сантос, покинувший собрание руководства COB, чтобы позвонить по телефону, тогда чудом избежал ареста или убийства. Впервые боливийский общенациональный профцентр возглавил крестьянский вождь. Однако его руководство оборвалось 18 июня 1981 года, когда Флорес Сантос был подстрелен военным патрулем и оказался парализованным.
В 1980-х движение катаристов пережило ряд расколов. В 1985 году Флорес Сантос покинул Революционное движение им. Тупака Катари и создал Революционное движение освобождения им. Тупака Катари (противоборствующую фракцию возглавлял Виктор Уго Карденас). Оно участвовало в выборах того года и получило 2 депутатских места, а сам Хенаро Флорес — 2,1 % голосов на выборах президента (при поддержке троцкистской Революционной рабочей партии — Объединённой). В 1988 году и оно разделилось на две политические партии. Флорес Сантос стал лидером одной из них — FULKA (Катаристский объединённый фронт освобождения). На президентских выборах 1989 года, в которых его партия участвовала самостоятельно, она получила 1,16 % голосов, а на выборах 1993 года, когда Хенаро Флорес был кандидатом в вице-президенты от коалиции «Объединённые левые» — и того меньше, 0,9 %.
Умер 25 августа 2019 года в возрасте 76 лет.